# Mocizam
Mocizam je nastao iz učenja Mo Cea (aktivan između 479-438. godine pre naše ere) kao jedna od najuticajnijih škola tokom perioda zaraćenih država.
Konfučije i njegovi sledbenici uveli su humanističke elemente u tradicionalne pojmove neba i vladara neba, dok Mo Ce naglašava njihova duhovna značenja. Snažno se suprotstavljao konfučijevskoj upotrebi rituala, muzike i poezije kao puteva ka rešavanju čovekovih problema, a kritikovao je konfučijevce i zbog njihovog prenaglašavanja uloge ljudskosti kao jedinog puta ka smirenju i harmoniji. Umesto toga, tvrdio je da moralni kriterijumi za ponašanje i delovanje moraju ležati u prosperitetu i dobrobiti koje ono donosi. Ljubav ne mora da počinje sa sinovskom pobožnošću; umesto toga, ona bi trebalo da bude univerzalna, pružena podjednako svim porodicama i državama. Da bi praktikovali ovakvu vrstu ljubavi, Mo Ce i njegovi sledbenici putovali su od jedne do druge države kako bi odgovorili kraljeve od ratovanja i savetovali slabe države kako sebe da odbrane. Posle perioda velikog uticaja, mocizam je brzo propadao i učenje je posle III veka pre naše ere postalo nepoznato.